# Tudes
Tudes es una localidad perteneciente al municipio de Vega de Liébana (Cantabria, España). Se encuentra situado a 712 metros de altitud, en terreno desigual y empinado. En 2008 contaba con 34 habitantes (INE). Dista cinco kilómetros de la capital municipal.
Destacan varios ejemplos de arquitectura tradicional y la iglesia parroquial de Santa Eulalia, del siglo XVI. El templo tiene tres naves y conserva en su interior sendos retablos de los siglos XVI y XVII y un hostiario del siglo XVI con la inscripción gótica «His est corpus domini nostri Iesu Cristi.»
A algo más de un kilómetro de la localidad se encuentra el pueblo semiabandonado de Porcieda, con restos de un antiguo monasterio dedicado al apóstol Santiago y una pequeña ermita.

## Premios a la localidad
Tudes fue galardonada con el Premio Pueblo de Cantabria en 2010.

| Predecesor: Udalla | Premio Pueblo de Cantabria 2010 | Sucesor: Barcenaciones |